# 펠트

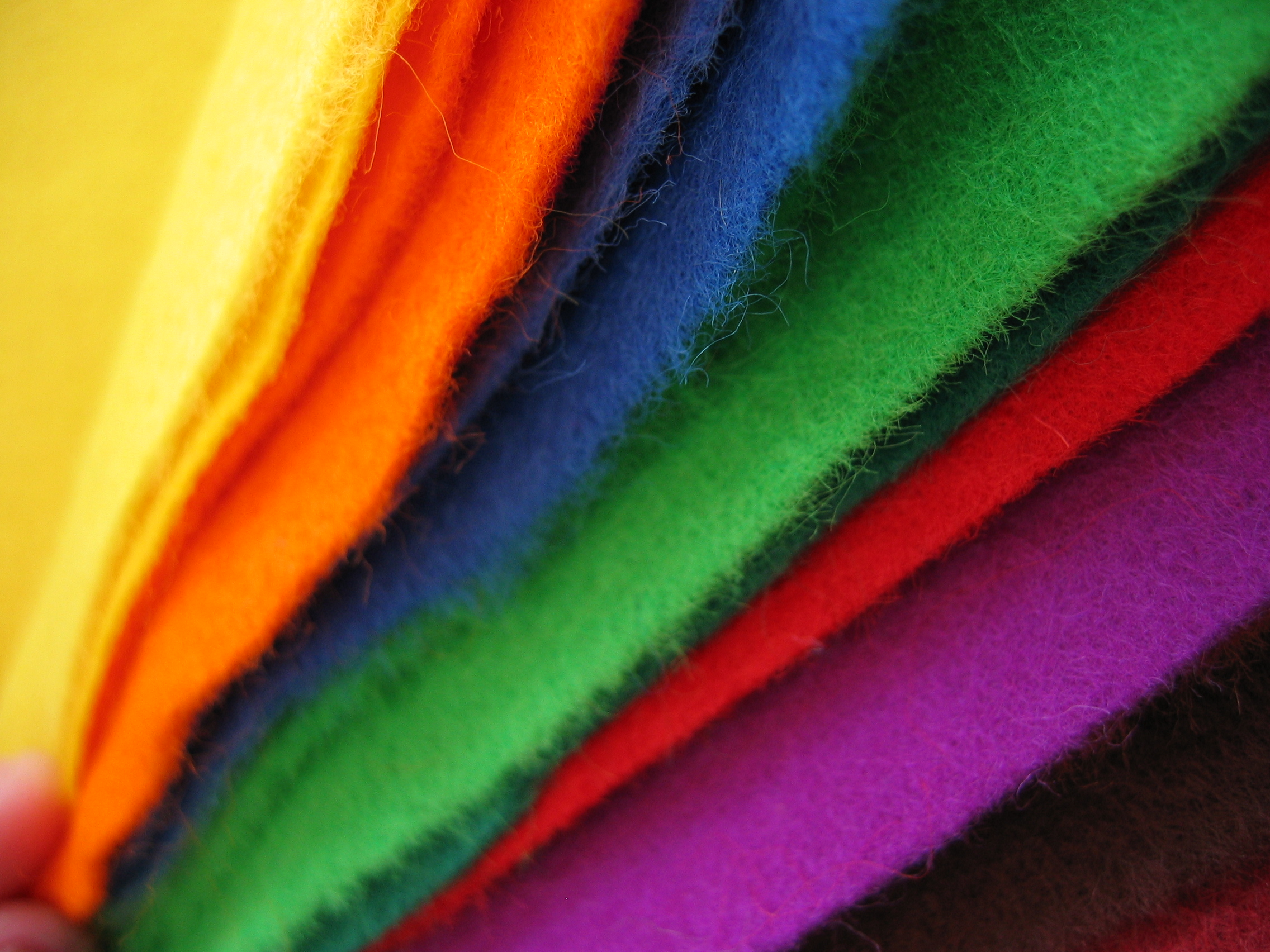
펠트들

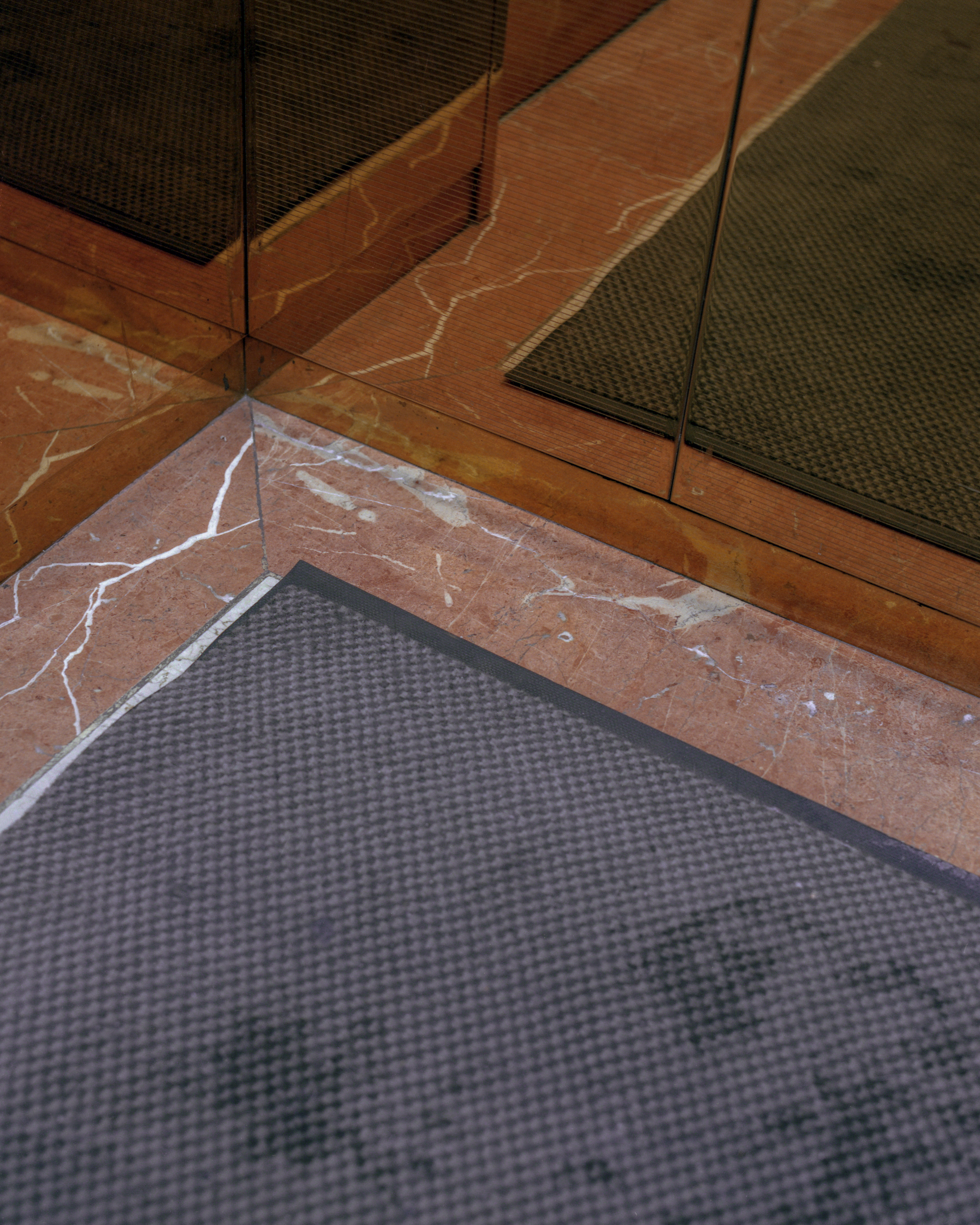
엘레베이터의 흡수용 러그로 사용되는 펠트.

펠트(felt)는 양모의 축융성을 이용하여 양모 또는 양모와 다른 섬유와의 혼합섬유를 수분, 열, 압력을 가하여 문질러서 얻는다.

## 특징
펠트는 실을 거치지 않고 섬유를 직접 사용하므로 표면에 실의 결이 나타나지 않고 가장자리가 풀리지 않으며 보온성과 흡수성이 우수하나 신축성과 강도는 약하다. 또, 마찰에 약하다.

## 쓰임
주로 겨울철 재킷이나 모자, 칠판지우개, 실내화, 당구대의 덮개, 양탄자 등을 만드는 데 쓰인다. 공예용으로도 쓰이며 바늘로 찌르면 악세사리가 되는 니틀펠트도 있다.
종류는 압축 펠트와 제직 펠트의 두 종류가 있다. 그리고 니틀펠트도 있다.

## 같이 보기
- 중산모자
- 축용성

## 참고 문헌
1. ↑  엔싸이버-펠트[깨진 링크(과거 내용 찾기)] 두산백과대사전. 2009년 5월 26일 확인.